# یواس‌اس اکتیو (وای‌تی-۱۱۲)
یواس‌اس اکتیو (وای‌تی-۱۱۲) (به انگلیسی: USS Active (YT-112)) یک کشتی بود که طول آن ۱۰۱ فوت ۴ اینچ (۳۰٫۸۹ متر) بود.